# Profissional de educação física

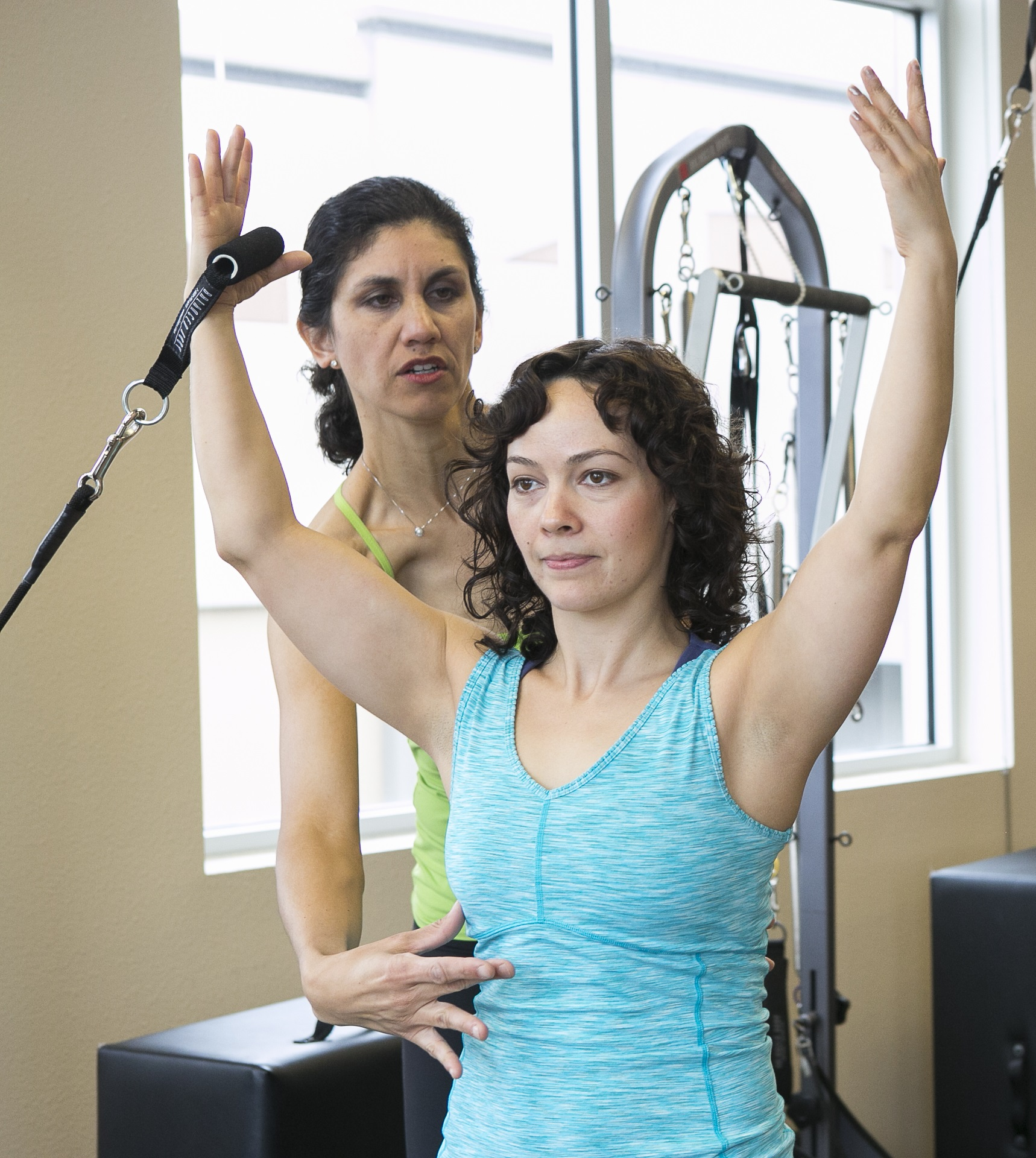
Professor de pilates.

O profissional de educação física é um profissional de nível superior que pode assimilar conhecimentos profundos das áreas médicas, pedagógicas, psicológicas e sociais.
Os profissionais de Educação Física tem em seu currículo disciplinas de anatomia, cinesiologia,  fisiologia, psicologia do desenvolvimento e comportamental, psicologia esportiva, sociologia, modalidades esportivas e atléticas, ginástica, disciplinas pedagógicas, dança e outros.

## No Brasil
Na legislação brasileira e nas publicações do Conselho Federal de Educação Física não é utilizado o termo "educador físico". Os conselhos profissionais brasileiros recomendam evitar o termo, classificando-o como um neologismo errôneo.
De acordo com a Lei Nº 9696 de 1 de setembro de 1998, compete ao Profissional de Educação Física coordenar, planejar, programar, supervisionar, dinamizar, dirigir, organizar, avaliar e executar trabalhos, programas, planos e projetos, bem como prestar serviços de auditoria, consultoria e assessoria, realizar treinamentos especializados, participar de equipes multidisciplinares e interdisciplinares e elaborar informes técnicos, científicos e pedagógicos, todos nas áreas de atividades físicas e do desporto. 
A atuação profissional dependerá da formação do profissional, que poderá ser bacharel ou licenciado. O primeiro está habilitado ao trabalho nos clubes, centros de treinamento, rede de saúde (clínicas, hospitais, UBS, etc) e também como profissional autônomo, com treinamento personalizado (personal trainer) ou instrutor e promotor de atividades de condicionamento, recuperação e manutenção física e promoção da saúde. Já o profissional licenciado, também chamado de professor, atua na educação básica como professor do componente curricular de Educação física, que tematiza as praticas corporais e seus significados sociais no âmbito da cultura, estando inserido na área de conhecimento de linguagens.